# Lee County (Texas)
Lee County je okres ve státě Texas v USA. K roku 2010 zde žilo 16 612 obyvatel. Správním městem okresu je Giddings. Celková rozloha okresu činí 1 642 km².